# 結城綾音
結城 綾音（ゆうき あやね、1975年11月16日 - ）は、日本のAV女優、ストリッパー。現在は、城月 あやね（しろつき あやね）で活動中。所属はフリー。
神奈川県出身。血液型B型、身長160cm、スリーサイズB90W60H88、Gカップ。

## 略歴
- 1997年AVデビュー。
- SM物や、熟女物、企画物など、多数の作品に出演している。
- 現在は、ストリップダンサーとして活躍している。

## 作品

### アダルトビデオ
- 妖炎美縛 (1997年1月29日、奇譚クラブ)
- 尻責め妖女 (1997年2月27日、奇譚クラブ)
- 女教師・蜜の縄 (1997年5月30日、奇譚クラブ)
- 夢痴乱舞 (1997年7月25日、奇譚クラブ)
- 折檻の虜 (1997年10月27日、奇譚クラブ)
- 白衣猟奇 (1997年12月25日、奇譚クラブ)
- 蠢 うごめく (1998年4月27日、奇譚クラブ)
- W生け贄 (1998年8月28日、奇譚クラブ)
- 責め乞い (1999年5月27日、奇譚クラブ)
- 新婚気分でどこまでやるの /園田ともえ名義 (ジャネス)
- 淫欲の後責め (Success)
- 巨乳コスプレイヤー　セクシーポリス編 　(放牧)
- 乳乳 (巨乳フェチクラブ)
- 新近親遊戯　続・蔵の中の私　四(2003年9月1日、メディアオフ)
- 高級美熟女 (2003年9月12日、Media Boss)
- 酔いどれ三十路酒 (2003年10月17日、聚楽)
- 母子相姦遊戯 仮面母子夫婦　(2005年8月10日、BREAK)
- 巨乳真性マゾ (2006年1月16日、アートビデオ)
- 恥縛の肉宴2 伊藤真由佳/結城綾音 (2006年2月28日、アートビデオ)
- 淫乱人妻 午後のアルバイト (2006年3月11日、ラハイナ東海)
- 奴隷女教師 哀虐奉仕 (2007年1月26日、シネマジック)
- 私はM女 犯して下さい （妖炎美縛、尻責め妖女を収録　2007年10月1日、hmp)
- 牝犬性奴魔道 (2007年10月1日、シネマジック)
- 拷問の館5　(2008/02/07アタッカーズ)

## リンク
- 城月あやねツイッター